# Вершинина, Наталья Николаевна
Наталья Николаевна Вершинина (родилась 22 декабря 1977 года в Барнауле) — российская хоккеистка на траве, полузащитница, известная по выступлениям за барнаульский «Коммунальщик» (капитан команды), и игрок в мини-футбол. Мастер спорта России международного класса по хоккею на траве.

## Биография
В хоккей на траве пришла в возрасте 12 лет. Карьеру провела в составе клуба по хоккею на траве «Коммунальщик» (Барнаул), неоднократно признавалась лучшей спортсменкой Алтайского края. По ходу карьеры перенесла в 1999 году разрыв хряща и в 2005 году разрыв крестообразной связки (потребовалось две операции).
В составе молодёжной сборной России выступала в 1996—1998 годах, в составе основной сборной России играла на чемпионате мира 2002 года, чемпионатах Европы 2003 и 2009 годов. В 2001 году со сборной заняла 2-е место на турнире в Париже к Кубку мира, что позволило сборной квалифицироваться на чемпионат.
После окончания игровой карьеры выступала в индор-хоккее за «ЗапСибЭлектромонтаж» и в мини-футболе за «РОСАГРО» и «Университет».